# Лохвицы
Ло́хвицы — село в Белогорском районе Амурской области, Россия.
Административный центр Лохвицкого сельсовета.

## География
Село Лохвицы расположено к юго-западу от районного центра города Белогорск, расстояние (на северо-восток по автодороге областного значения Белогорск — Благовещенск, через Пригородное) — около 41 км.
Западнее села Лохвицы проходит линия ЗабЖД Благовещенск — Белогорск.
На север от села Лохвицы идёт дорога к селу и железнодорожной станции Томичи, на юг — к Успеновке.

## Население
| 2002 | 2010 | 2012 | 2013 | 2014 | 2015 | 2016 |
| ---- | ---- | ---- | ---- | ---- | ---- | ---- |
| 962  | ↘758 | ↘720 | ↘694 | ↘646 | ↘638 | ↘615 |
| 2017 | 2018 |      |      |      |      |      |
| ↘608 | ↘589 |      |      |      |      |      |

## Инфраструктура
- Сельскохозяйственные предприятия Белогорского района.